# Поканата (филм, 1973)
„Поканата“ (на френски: L'Invitation) е швейцарско-френски филм от 1973 година, комедия на режисьора Клод Горета по негов собствен сценарий.
Действието е развито около дребен чиновник, който получава неочаквано наследство, купува голяма къща в провинцията и кани там за уикенда своите дългогодишни колеги – в непривичната обстановка те започват да се държат освободено, разкривайки изненадващи страни на характерите и взаимоотношенията си. Главните роли се изпълняват от Жан-Люк Бидо, Сесил Васор, Розин Рошет, Мишел Робен, Жан Шампион.
„Поканата“ е номиниран за „Оскар“ за чуждоезичен филм и за „Златна палма“ на Фестивала в Кан, където получава специална награда на журито.